# Désiré Arnaud
Désiré Arnaud est un haut fonctionnaire français. 
Préfet de l'Yonne en 1952-1953, directeur du personnel et des affaires politiques en 1954-1955 et préfet du Loiret en 1955-1956, il devient Conseiller maître à la cour des comptes.  
Il est le premier président de la Cour des comptes de 1972 à 1978.

## Décorations
- Grand-croix de la Légion d'honneur
- Croix de guerre 1939–1945
- Commandeur de l'ordre du Mérite agricole (1974) en qualité de « premier président de la Cour des comptes ». Officier du 6 août 1966[2]
- Commandeur de l'ordre de l'Économie nationale, en qualité de « conseiller maître à la Cour des comptes » (1963)[3]
- Commandeur de l'ordre du Mérite artisanal, de droit en tant que membre du conseil de l'ordre du Mérite artisanal (art. 10 du décret n°48-969 et arrêté ministériel du 25 juin 1948)[4].
- Commandeur de l'ordre du Mérite civil (1960)[5]